# José de la Borda
Joseph Gouaux de Laborde Sánchez (Oloron-Sainte-Marie, Pirineos Atlánticos, Aquitania, Francia, 1699 - 30 de mayo de 1778), conocido en español como José de la Borda, fue un hispano-francés que migró a la Nueva España en el siglo XVIII y que logró acumular una gran fortuna gracias a las minas mexicanas de Taxco y Zacatecas. Debido a su gran patrimonio, fue considerado en su momento como el hombre más rico de la Nueva España. Hoy en día, es mejor recordado a través de distintas obras arquitectónicas que patrocinó, siendo el Templo de Santa Prisca de Taxco el más importante de ellos.

## Primeros años y llegada a la Nueva España
Aunque no existe unanimidad acerca del lugar y fecha de nacimiento de Borda, generalmente se sitúa entre los años de 1699 y 1700 en la provincia de Jaca, ubicada en lo que un día fuera el reino de Aragón (España), o bien dentro de la provincia francesa de Bearne.
Borda fue el segundo hijo de Pierre Laborde, un oficial del ejército de Luis XIV de Francia, y la española Magdalena Sánchez. Su hermano mayor, Francisco, partió de Europa con rumbo a México en 1708. Ocho años más tarde, José fue invitado por él para trabajar en La Lajuela, la mina que había fundado en Tehuilotepec, un poblado cercano a Taxco.
En ese tiempo, Taxco contaba con las áreas mineras más ricas de México, de las cuales se obtenían y procesaban hierro, plata, oro, entre otros metales preciosos. José llegó a México a los 17 años.
Tres años más tarde, en 1720, Borda contrajo matrimonio con Teresa Verdugo, hija del Capitán Verdugo y hermana menor de la esposa de Francisco, su hermano. De esta unión nacerían Ana María y Manuel. Sin embargo Ana María moriría poco después del nacimiento del segundo.

## Carrera minera
Tras trabajar con su hermano durante varios años, José partió por su cuenta en busca de nuevas áreas mineras, lo cual lo condujo a Tlalpujahua en 1734. En dicho poblado, fundó una mina que pronto se volvería muy exitosa. En 1738, su hermano Francisco falleció heredando éste su fortuna y propiedades a Borda. Además, Borda ordenó una exploración más profunda de la mina La Lajuela en la que se encontraron abundantes lotes de plata. Como consecuencia de estos sucesos que aumentaron su fortuna, Borda ordenó la construcción del monumental Templo de Santa Prisca. Cuando los recursos explotados en la mina de La Lajuela estaban por terminarse, José descubrió una mina aún más rica que la primera en Taxco a la cual se le llamó San Ignacio. Con el dinero obtenido de esta nueva mina, Borda ordenó la remodelación y expansión de la iglesia de Santa Prisca. Sin embargo, esta mina produciría por tan solo nueve años.
Para 1760 las minas de Borda se habían quedado sin más recursos para explotar forzándolo a realizar exploraciones en búsqueda de nuevas minas en 1761 en Real del Monte y en Chontalpa. Para este entonces Borda se encontraba prácticamente en bancarrota. Dicha situación le obligó a hipotecar la última gran posesión con la que contaba en Taxco, el Templo de Santa Prisca, para poder financiar una expedición más a Zacatecas. Al llegar a dicha ciudad minera, Borda comenzó trabajando en la mina “La Quebradilla”. Sin embargo las producciones no eran tan buenas como él esperaba y las ganancias apenas alcanzaban para pagar sus hipotecas. Con lo poco que le quedaba de su fortuna, decidió abrir la mina “La Esperanza” la cual lo convirtió de nuevo en uno de los hombres más adinerados de la colonia. Con esta nueva mina, Borda se convirtió en el hombre más rico de Zacatecas, cómo lo había sido antes de Taxco, y fue nombrado regente de la ciudad.
Sin embargo, para 1776, Borda sufría de una débil condición física ocasionada por la edad, envenenamiento por mercurio y otras enfermedades. Su deseo era regresar a Taxco, pero su hijo Manuel lo convenció de que se retirara en la Casa Borda, la casa de la familia ubicada en Cuernavaca, ciudad donde su hijo Manuel residía y ejercía como sacerdote. Poco antes de su muerte, en 1778, Borda recibió los últimos sacramentos de parte de su propio hijo. En total, la fortuna de Borda por sus minas en México ascendió a 40 millones de pesos y se considera que durante el esplendor de su carrera minera era el hombre más rico de México e inclusive del mundo.

## Monumentos arquitectónicos

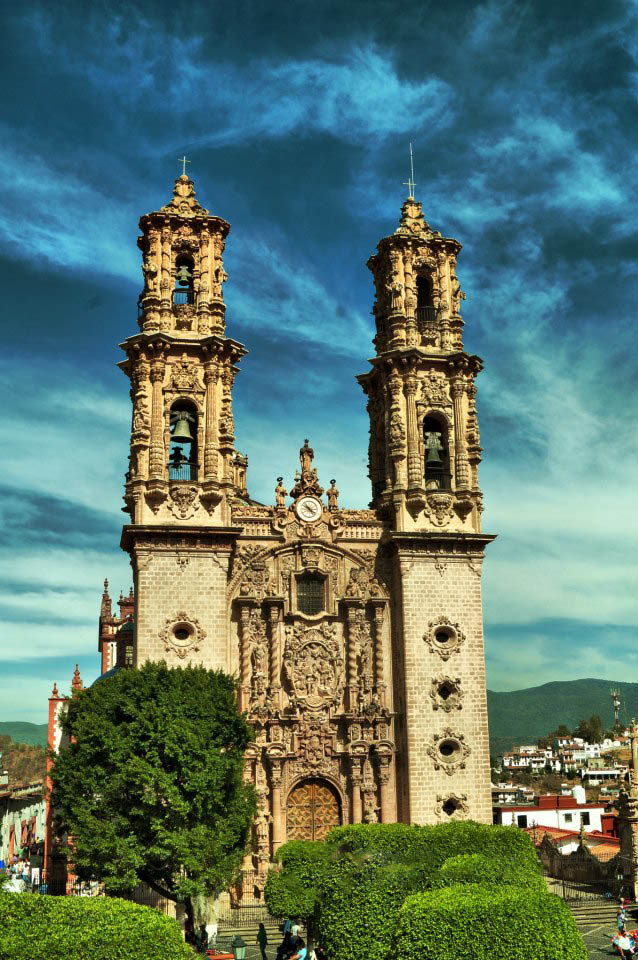
Templo de Santa Prisca de Taxco, Guerrero.

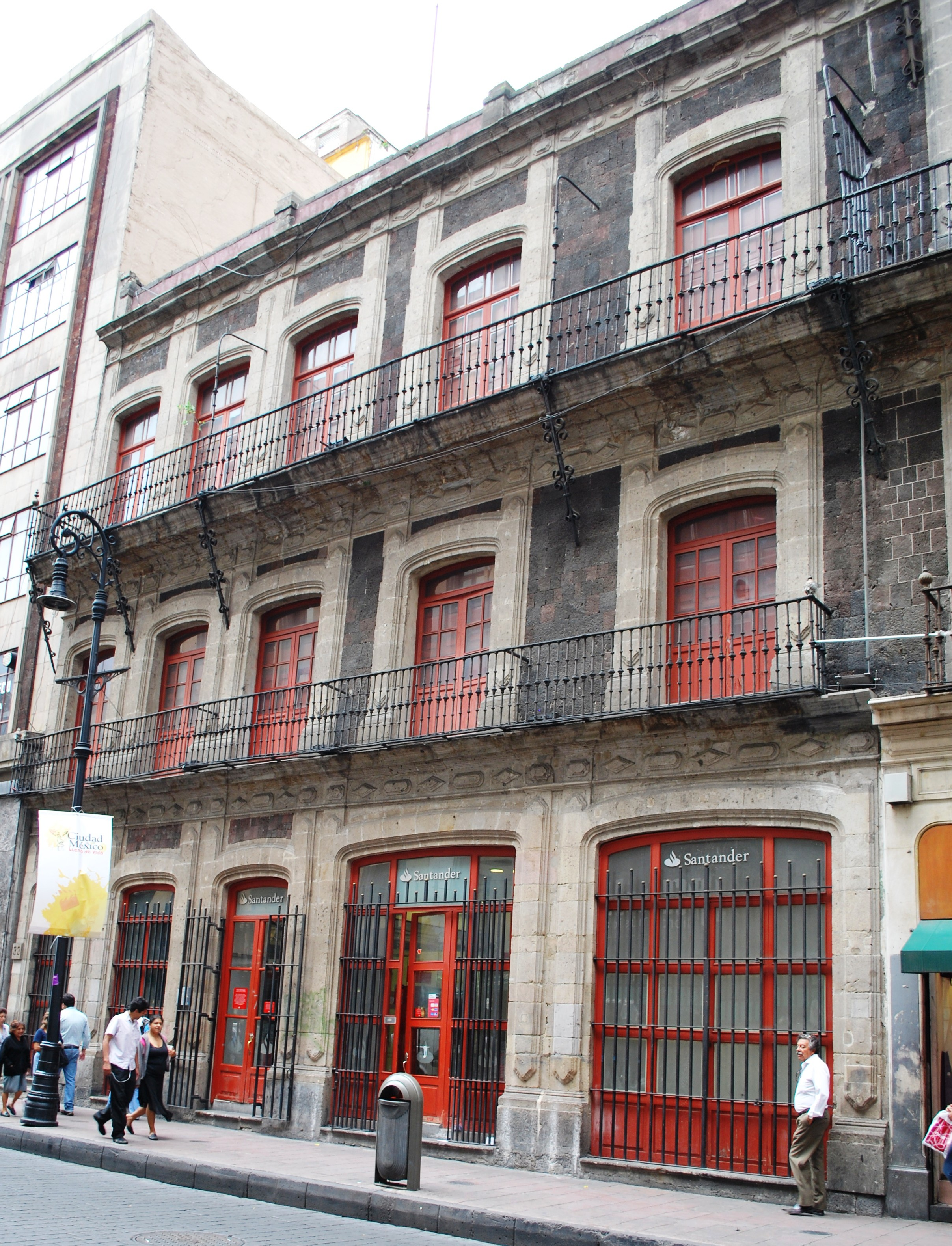
Fachada de la Casa de don José de la Borda.

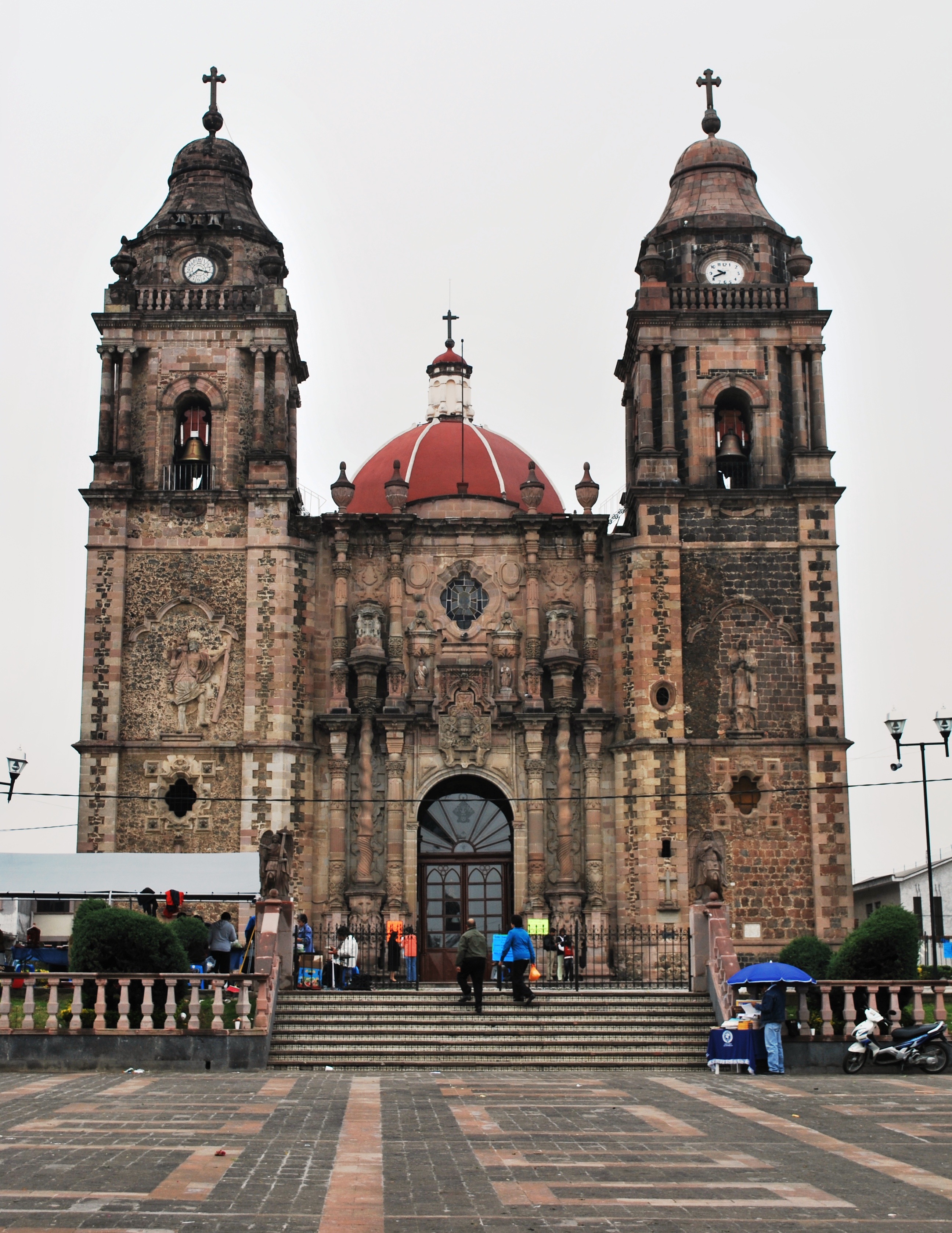
Templo parroquial de Tianguistenco, Estado de México

Borda es recordado principalmente por cuatro trabajos arquitectónicos que permanecen presentes hoy en día: el templo de Santa Prisca y la Casa Borda en Taxco, la Casa Borda, en la Ciudad de México, y el Jardín Borda en Cuernavaca siendo el más lujoso y monumental de estos el templo de Prisca. Dicho templo fue construido entre 1751 y 1758. Para su construcción y decoración, Borda contrató a los mejores arquitectos, artistas y artesanos de la época, como Miguel Cabrera. Debido a que él financió por completo la construcción y operación del templo, tuvo total control de la estética del mismo. El exuberante templo es catalogado dentro de los estilos barroco y churrigueresco y cuenta con dos grandes torres de cantera rosa. El órgano de la iglesia está hecho de madera fina y continúa en función 250 años después de que fuera importado de Alemania. El templo fue nombrado en honor a Santa Prisca, una aristócrata romana quien desafió a Claudio II repudiando a Apolo y reconociendo a Cristo como Dios verdadero. En su tiempo, la iglesia de Santa Prisca, fue considerada una de las más y mejores adornadas de la Nueva España. Muchas de sus esculturas y acabados fueron bañados en oro y decorados con joyas preciosas. Finalmente, muchos de los objetos que solían adornar el templo fueron trasladados a la catedral de la Ciudad de México y a la catedral de Notre Dame en Paris.
Entre los años 1755 y 1797 se construyó la Parroquia de Santiago Apóstol y Santuario de la Virgen del Buen Suceso, en Tianguistenco (en el Estado de México), sufragados por Borda.
El Jardín Borda fue originalmente una gran mansión en Cuernavaca que pertenecía a la familia. En este lugar falleció José de la Borda en 1778. Más tarde, el hijo de Borda, Manuel, transformó los cimientos de la casa en jardines que fueron llenados con flores y árboles frutales con la finalidad de satisfacer su afición por la botánica. En estos jardines se encuentran también un gran número de fuentes y lagos artificiales que fueron agregados en 1783. En 1865, el Jardín Borda se convirtió en la casa de verano del emperador Maximiliano I de México y su esposa Carlota de México. Igualmente, recibió a grandes figuras políticas como Porfirio Díaz y Emiliano Zapata durante los siglos XIX y XX. Actualmente, los jardines son un parque público en constante mantenimiento, y la casa misma ha sido reconvertida en un museo, el Museo Jardín Borda.
Por último, la Casa Borda está localizada en la calle Madero del centro histórico de la Ciudad de México. Originalmente, la construcción abarcaba una cuadra completa de la ciudad y estaba destinada a competir con los palacios de Hernán Cortés y sus descendientes. Fue también un regalo de Borda a su esposa cuando recuperó su fortuna gracias a las minas de Zacatecas. El edificio cuenta en los dos pisos superiores con dos balcones de acero que recorren toda la estructura, lo cual permitía a Borda y su familia recorrer la cuadra completa sin siquiera salir de su casa. Tras la muerte de Borda, la casa se fue dividiendo, perdiendo su gran extensión a excepción de una pequeña porción sobre la calle Madero. Los restos del balcón doble siguen presentes hoy en día.

## Legado
La generosidad de José de la Borda hacia la Iglesia católica se puede entender mejor a través del lema de su familia que reza “Dios da a Borda, Borda da a Dios”. Aunque el Templo de Santa Prisca es el más grande de los monumentos asociados a Borda, éste patrocinó y fundó numerosos trabajos de caridad no sólo de carácter religioso sino también social. El Arzobispo de la Nueva España, Antonio Jiménez y Frías describió en su momento a Borda como “un minero distinguido por su caridad, único por su virtud, excepcional por su humildad, un ave fénix por sus ideales liberales, y en una palabra, un héroe de los mineros de América”.
Existe un pergamino firmado por Benedicto XIV dedicado al minero hispano francés en el cual la autoridad papal hace referencia a Borda como su amigo. Sin embargo, Borda es también recordado por haber hecho su fortuna a través de una cruel explotación de los nativos en el trabajo de las minas.